# Friedrich von Dönhoff (Oberst)
Graf Friedrich von Dönhoff (* 8. Dezember 1708 in Friedrichstein; † 29. März 1769 ebenda) war ein preußischer Kammerherr, Oberst und Ritter des Ordens Pour le Mérite.

## Leben
Graf Friedrich von Dönhoff war Angehöriger des preußischen Stammes des Adelsgeschlechts von Dönhoff. Er war ein Sohn des brandenburgisch-preußischen Staatsmanns und Generalleutnants Graf Otto Magnus von Dönhoff (1665–1717) und der Gräfin Wilhelmine Amalie von Dohna (1686–1757), Tochter des Grafen Alexander zu Dohna-Schlobitten.
Dönhoff hatte in seiner Hand umfangreichen Güterbesitz versammelt. Aus väterlichem Erbe besaß er Friedrichstein, erwarb zusätzlich Hohenhagen, Schönmoor, Pitzenkrug, Reichenhagen, Löwenhagen, Borchersdorf und Barthen (1749).
Er nahm an beiden schlesischen Kriegen teil, erhielt als Oberstleutnant im Regiment „Truchseß zu Fuß“ im Jahre 1742 den Orden Pour le Mérite und beendete seine Offizierslaufbahn als Oberst. Dönhoff war ebenfalls in der Stellung eines königlich preußischen Kammerherrn.

## Familie
Dönhoff heiratete am 8. Juni 1740 in Berlin Wilhelmine Sophie von Kameke (1712–1758), Tochter des Paul Anton von Kameke. Aus der Ehe gingen fünf Kinder hervor; unter anderen der königlich preußische Kriegsminister
Christian von Dönhoff (1742–1803).